# Borysławice (gromada)
Borysławice – dawna gromada, czyli najmniejsza jednostka podziału terytorialnego Polskiej Rzeczypospolitej Ludowej w latach 1954–1972.
Gromady, z gromadzkimi radami narodowymi (GRN) jako organami władzy najniższego stopnia na wsi, funkcjonowały od reformy reorganizującej administrację wiejską przeprowadzonej jesienią 1954 do momentu ich zniesienia z dniem 1 stycznia 1973, tym samym wypierając organizację gminną w latach 1954–1972.
Gromadę Borysławice z siedzibą GRN w Borysławicach utworzono – jako jedną z 8759 gromad na obszarze Polski – w powiecie kaliskim w woj. poznańskim, na mocy uchwały nr 22/54 WRN w Poznaniu z dnia 5 października 1954. W skład jednostki weszły obszary dotychczasowych gromad Borysławice, Wójcice, Kamienna, Kamienna-Kolonia, Żelisław, Żelisław-Kolonia, Chrzanowice i Maciszewice ze zniesionej gminy Błaszki w tymże powiecie. Dla gromady ustalono 26 członków gromadzkiej rady narodowej.
1 stycznia 1959 do gromady Borysławice włączono obszar zniesionej gromady Brończyn (bez miejscowości Główczyn, Ołucza, Stok Nowy i Stożków) w tymże powiecie.
1 stycznia 1960 do gromady Borysławice włączono obszar zniesionej gromady Kwasków w tymże powiecie.
1 stycznia 1962 do gromady Borysławice włączono miejscowości Ołucza, Stok Nowy i Stożków ze znoszonej gromady Sobiesęki ABC w tymże powiecie.
1 stycznia 1970 część wsi Lubanów (21,72 ha) z gromady Borysławice włączono do miasta Błaszki.
Gromada przetrwała do końca 1972 roku, czyli do kolejnej reformy gminnej.